# کوستادین بلاگوف
کوستادین بلاگوف (انگلیسی: Kostadin Blagoev؛ زادهٔ ۱۶ فوریه ۱۹۲۷) بازیکن فوتبال اهل بلغارستان است.
از باشگاه‌هایی که در آن بازی کرده است می‌توان به باشگاه فوتبال زسکا صوفیه اشاره کرد.
وی همچنین در تیم ملی فوتبال بلغارستان بازی کرده است.